# Арабизација
Арабизација је процес културне асимилације неарапских народа који постепено мењају етнички идентитет, усвајају арапску културу, арапски језик, употребу страних речи на арапски начин, уз изобличење њиховог изговора или значења, употребу арапског у свим областима како би се истиснули сви други језици.
Процес арабизације започео је у 7. веку раним муслиманским освајањима. Догађало се и добровољно (прелазак на арапски, међуетнички бракови, усвајање ислама) и присилно (истребљење, присилно пресељење, етничка дискриминација, уништавање предарапских споменика културе). Као резултат арабизације, многи народи са својом богатом историјом и древном културом стекли су арапски идентитет, на пример, Египћани, Нубијци, Арамејци, Асирци, Бербери и други.

## Предисламско насељавање Арапа на Блиском истоку
Од краја 1. миленијума п. н. е., нарочито у првим вековима нове ере Арапска племена су се населила у Малој Азији. То је резултирало формирањем држава као што су Палмира (Тадмор), Набатеја, Лахмиди, Гасаниди и Лахмиди.
Набатејско царство је основано у 3. веку пре нове ере и насељено је Набатејцима, групом арапских племена која су била под утицајем арамејске културе, јеврејске културе Хасмонејског царства и хеленизма (у 3.-4. веку). Набатејско писмо је тако постало основа арапског писма.
Гасаниди су арапска краљевска династија која је владала територијом модерног Јордана. Они су мигрирали са југа Арапског полуострва и прихватили хришћанство у првим вековима наше ере. Били су савезници Византије.
Лахмиди су група арапских племена која основала истоимену државу а који је мигрирала са територије модерног Јемена у 2. веку нове ере. Они су исповедали хришћанство и били савезници Сасанијског царства. Стварање северноарапских држава није допринело настанку јединственог арапског етноса. Упркос томе, на неким територијама (Палестина, Јордан, јужна Сирија, одређени број региона Месопотамије) до 5.-6. века Арапи су чинили значајан део становништва. Неки од њих су прешли у хришћанство .

## Арабизација у периоду муслиманских освајања

### Блиски исток и Северна Африка
Процес арабизације почео је да се најактивније развија током муслиманских освајања Мухамеда, владавине Праведног калифата и Омејадског калифата. За нешто више од сто година освојене су огромне територије на Блиском истоку, у северној Африци, Шпанији и средњој Азији. Најбржа арабизација догодила се у Сирији и Палестини. То је због чињенице да је староарапски језик био у својој структури и лексички близак арапском. Предисламска миграција арапских племена на ове територије такође је имала улогу. Становништво Месопотамије, које је било део Сасанског царства, арабизирано је мало спорије. Египат, који је у 7. веку освојио Омејадски калифат, био је под грчким културним утицајем. Коптски језик је имао абецеду засновану на грчком систему писања и био је широко распрострањен у читавом византијском Египту. После освајања коришћен је још неколико стотина година док га арапски језик коначно није заменио у 11.-12. веку. Арапи-освајачи често су малтретирали и дискриминирали саме Копте. Требале су имати посебне личне карте, често су биле жигосани, коптске цркве пљачкане су некажњено. Иран и Централна Азија никада нису били арабизирани, иако је након освајања становништво почело да користи арапско писмо за писање. Арапи који су се населили у ове земље касније су се асимилирали са локалним становништвом и усвојили његову културу. Освајање Северне Африке у 7. веку, иако је било релативно брзо, ипак је у будућности изазвало незадовољство, па чак и устанак против арапске власти. После тога је значајан део Бербера био потпуно или делимично арабизиран.

## Фазе арабизације
Освојивши нове територије, арапски војници су тамо поставили војни логор, где су почели да се окупљају занатлије и трговци из свих освојених крајева, који су могли да рачунају на зараду у тим утврђеним логорима. Временом су војна средишта постајала насеља која брзо расту, средишта арапске културе. Фустат у Египту, Рамла у Палестини, Куфа и Басра у Ираку, Шираз у Ирану примери су таквих градова који су израсли из војних насеља. Тамошњи арапски језик постао је „лингуа франца“, а становници освојених земаља који су стигли у насеља брзо су се арабизирали.
У почетку су се сви канцеларијски послови на освојеним територијама одвијали на локалном језику. У Сирији и Палестини - на грчком, у Египту - на грчком и коптском, а у Ирану и Ираку - на средњоперсијском. У 7. веку је у Омејадском калифату изведен низ реформи, услед чега је декретима Абдул-Малика успостављен арапски језик као обавезни.
Након освајања нових територија, локални становници који су прешли на ислам били су укључени у арапску заједницу и били су ослобођени плаћања харача. Под Омејадама се ситуација променила. Новоконвертити су третирани као муслимани другог реда. Престали су да добијају подршку из ризнице, нису могли да се венчавају са Арапкињама и морали су да граде себи одвојене џамије у које Арапи нису улазили. Такође, масовно превођење на ислам смањило је приходе државе, па су Мавали поново постали обавезни да плаћају харач. Ситуација се променила под Абасидима. Почетком 8. века, одлуком калифа Омера II, Арапи и Мавали су били потпуно једнаки у правима и у плаћању пореза. Тако су у држави разлике између арапског и неарапског становништва постепено избрисане и формиран је један етнос који говори арапски језик са сложеном синтетизованом културом.
Процес арабизације хришћанског становништва Египта може се видети на примеру породице историчара Евтихија. Његов отац је још увек имао византијско име Патрик (у арапском изговору - Батрик), али када му се син родио, дао му је име на арапском Саид. 933. године Саид је постао александријски патријарх. Као патријарх постао је познат под именом Евтихије. Своја дела писао је на арапском језику. После тога, његова родбина је коначно арабизирана. Још један познати историчар и лекар, Јахја Антиохијски, потекао је из породице Евтихија. Упркос чињеници да је Јахја већи део свог живота живео у византијском граду међу православним становништвом, његов матерњи језик и даље је био арапски, у коме је написао историјско дело, замишљено од њега као наставак Евтихијеве „Историје“ .

## Савремено ширење арапског језика
Тренутно су у земљама арапског света већину становништва Арапи који говоре дијалекте истог језика, доживљавају одређену културну и често етничку заједницу. Истовремено, неки Арапи такође осећају да припадају предарапској култури. На пример, Феничани у Либану, древни Египћанини у Египту. Овај однос потврђују генетске студије.
Упркос кршењу права неарапског становништва у неким земљама и покушајима забране локалних језика, арабизација није свуда завршена у потпуности. У земљама северне Африке користе се берберски језици заједно са арапским. У Сирији и Ираку постоје арамејски и курдски језици. У Јемену и Оману се јужноарабијски језици (Мехри, Сокотри, итд.) Веома разликују од арапских. Међутим, неарапско становништво у овим земљама сада често прелази на арапски језик.

## Алжир
Након што је Алжир стекао независност, у земљи је започела кампања насилне арабизације и исламизације. Настава у школама изводила се само на арапском језику. Употреба неарапских речи била је забрањена на радију. Пре свега, то је било због покушаја да се коначно избришу сви трагови француске колонијалне прошлости у земљи, али је то такође довело до кршења права берберског становништва и губитка њиховог националног идентитета. Бербери су почели да добијају само арапска имена.

## Ирак
Насилна арабизација и истребљење Курда догодила се у Ираку. Почетак ове кампање може се сматрати 1930. година, када су се арапска племена преселила у Киркук и друга насеља провинције с циљем исељавања Курда из њихових земаља. 1963. године, када је странка Баас дошла на власт, настављена је политика дискриминације Курда. Лишени су основних људских права - власништва над земљом, становањем, присилно су деложирани из својих домова и били су присиљени да своје куће продају Арапима по симболичним ценама.

## Сирија
У Сирији је локални огранак странке Баас такође водио дискриминаторну политику према курдском становништву. 1973. године плодна земља одузета је курдским власницима земљишта у провинцији Хасака и дата арапским породицама које су мигрирале из других провинција. Дошло је до исељавања Курда из њихових традиционалних места становања и њиховог пресељења у друга подручја. У истој провинцији Хасака употреба Курдског језика забрањена је 1986. године